# Hyllingen
Hyllingen este o arie protejată (arie de protecție specială avifaunistică — SPA) din Suedia întinsă pe o suprafață de 44,5 ha, integral pe uscat.

## Localizare
Centrul sitului Hyllingen este situat la coordonatele 57°50′41″N 14°50′30″E / 57.8447°N 14.8417°E.

## Înființare
Situl Hyllingen a fost declarat arie de protecție specială avifaunistică în ianuarie 1998 pentru a proteja 11 specii de animale.

## Biodiversitate
Situată în ecoregiunea boreală, aria protejată nu include niciun habitat protejat.
La baza desemnării sitului se află mai multe specii protejate de  păsări (11):  prundaș gulerat mic (Charadrius dubius), porumbel de scorbură (Columba oenas), cristeiul de câmp (Crex crex), lebădă de iarnă (Cygnus cygnus), Gallinago media, găinușă de baltă (Gallinula chloropus), sfrâncioc roșiatic (Lanius collurio), culic mare (Numenius arquata), cresteț pestriț (Porzana porzana), fluierarul cu picioare roșii (Tringa totanus), nagâț (Vanellus vanellus).